# Fatai Ayinla
Fatai Ayinla-Adekunle (* 6. Mai 1939 in Ibadan, Oyo; † 12. Oktober 2016) war ein nigerianischer Boxer.

## Karriere
Ayinlas erste internationale Medaille war eine Silbermedaille bei den Commonwealth Games 1966 im Halbschwergewicht (-81 kg). Im selben Jahr gewann er die Afrikameisterschaften in Lagos. Bei den Afrikameisterschaften 1968 in Lusaka belegte er den zweiten Rang und qualifizierte sich damit für die Olympischen Spiele im selben Jahr. Hier gewann er seinen ersten Kampf gegen Enrique Villareal, Mexiko (TKO 2.), schied dann jedoch im Viertelfinale gegen den späteren Silbermedaillengewinner Ion Monea, Rumänien (3:2), aus.
1970 gewann Ayinla die Commonwealth Games in Edinburgh. Bei den Afrikameisterschaften 1972 startete er im Schwergewicht (+81 kg) und belegte den zweiten Platz. Damit qualifizierte er sich zum zweiten Mal für die Olympischen Spiele, kam aber diesmal nicht über die Vorrunde hinaus. Er unterlag dem Kanadier Carroll Morgan mit 3:2 Punktrichterstimmen.
1973 gewann Ayinla die Afrikaspiele in Lagos und 1974 in Christchurch die Silbermedaille der Commonwealth Games. Im salben Jahr erreichte er das Halbfinale der 1. Weltmeisterschaften in Havanna. Ayinla traf hier auf den Kubaner Teófilo Stevenson, dem er mit nach Punkten unterlag.